# Велс на Дечјој песми Евровизије
Велс је 9. маја 2018. године најавио да ће дебитовати на такмичењу 2018. у Минску. Организатор и емитер је велшки ТВ канал S4C. Представник биће изабран путем националног избора под називом Chwilio am Seren (срп. Потрага за звездом) 
Претходно, Велс је остварио учешће у периоду 2003-2005. као део Уједињеног Краљевства, када је ITV био организатор и емитер. S4C је био заинтересован за учешће и на такмичењу 2008, али до тога ипак није дошло.

## Представници
| Година    | Извођач(и)       | Песма            | Пласман          | Поени            |
| --------- | ---------------- | ---------------- | ---------------- | ---------------- |
| 2018      | Manw             | Perta            | 20               | 29               |
| 2019      | Erin Mai         | Calon yn Curo    | 18               | 35               |
| 2020–2025 | Није учествовала | Није учествовала | Није учествовала | Није учествовала |